# Пергамо-понтійська війна (183—179 до н.е.)
Пергамо-понтійська війна (183—179 рр. до н. е.) — військовий конфлікт коаліції царств під проводом Пергаму та понтійського царя Фарнака І.

## Передумови та початок конфлікту
Понтійське царство, котре виникло у сточищі річки Єшиль-Ирмак та невдовзі розповсюдилось на захід до Пафлагонії, вже у перші десятиліття свого існування намагалось отримати контроль над розташованими на південному узбережжі Чорного моря великими грецькими портовими містами. У 260-х роках до н. е. в руках володарів Понту опинився перший такий поліс — Амастрида (наразі Амасра), а станом на середину того ж століття вони вже, ймовірно, мали під контролем і Аміс (сучасний Самсун).
Приблизно посередині між цими двома надбаннями лежало багате місто Сіноп, перша відома нам спроба понтійців заволодіти яким сягаєо 220 р. до н. е. Як повідомляє Полібій, цар Мітрідат (Другий або Третій — достеменно невідомо) оголосив сінопійцям війну, що змусило їх вжити заходів щодо укріплення півострова, на якому лежить місто. Не виключено, що це, а також отримана від Родосу масивна допомога коштами та військовими припасами взагалі змусили понтійського царя відмовитись від нападу.

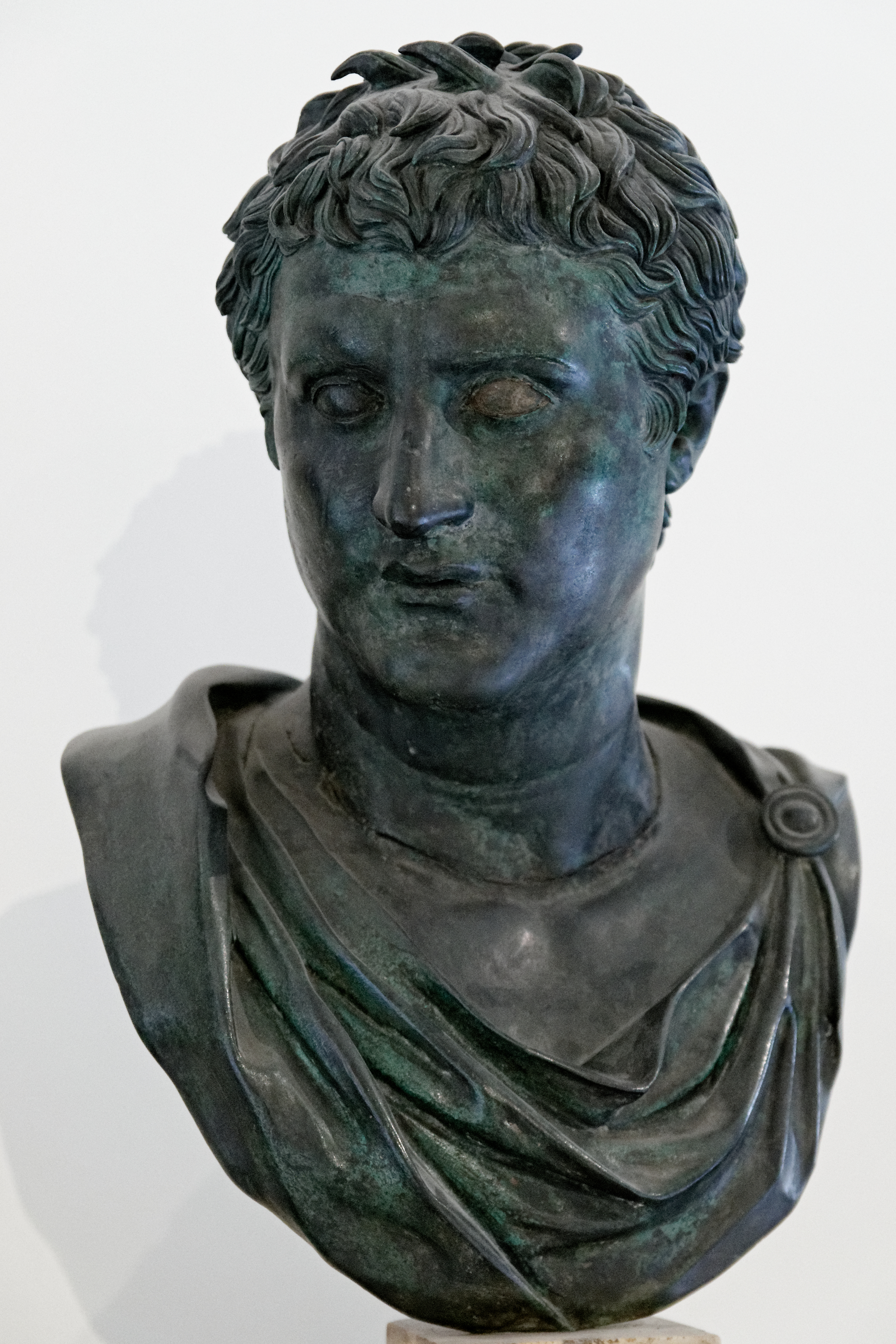
Евмен ІІ

Нова спроба оволодіти Синопом припала на 183 р. до н. е., коли Понтом правив вже Фарнак I. Як повідомляє Страбон, він раптово напав на місто, узяв його після облоги та поработив мешканців. Після цього у Фарнака виник конфлікт з пергамським царем Евменом II, котрий зі своєї сторони тільки що вдало завершив війну із Віфінією та галатами. Ймовірно, причиною зіткнення стала експансія понтійців, підбадьорених оволодінням Сінопом.
Як і минулого разу, допомогти сінопійцям намагались родосці, проте тепер це полягало у зверненні до нових гегемонів Середземномор'я — римлян. До останніх надіслали послів і Фарнак з Евменом. Сенат відправив на місце подій кількох представників, котрі доповіли, що причиною конфлікту царів є користолюбство та нахабство Фарнака. Втім, варто відзначити, що на той час пергамці були вірними союзниками римлян, на стороні яких вони боролись вже у трьох великих війнах (і саме Пергам лише за кілька років до того став головним вигодонабувачем при розділі малоазійських володінь держави Селевкідів, котра зазнала нищівної поразки від Риму).  

## Ворогуючі коаліції
Особливістю війни стало втягнення у неї більшості держав Малої Азії, як великих, так і малих. Зокрема, на боці Пергаму опинились:
- віфінське царство Прусія II. Його батько тільки що програв Пергаму війну, проте з якихось міркувань (можливо, через агресивні амбіції Фарнака) Прусій виступив на стороні пергамців;
- правитель південно-східної частини Пафлагонії Морсій I. Перед тим у 189 р. до н. е. він виступав союзником римлян та каппадокійців у битві з галатами;
- каппадокійський цар Аріарат IV;

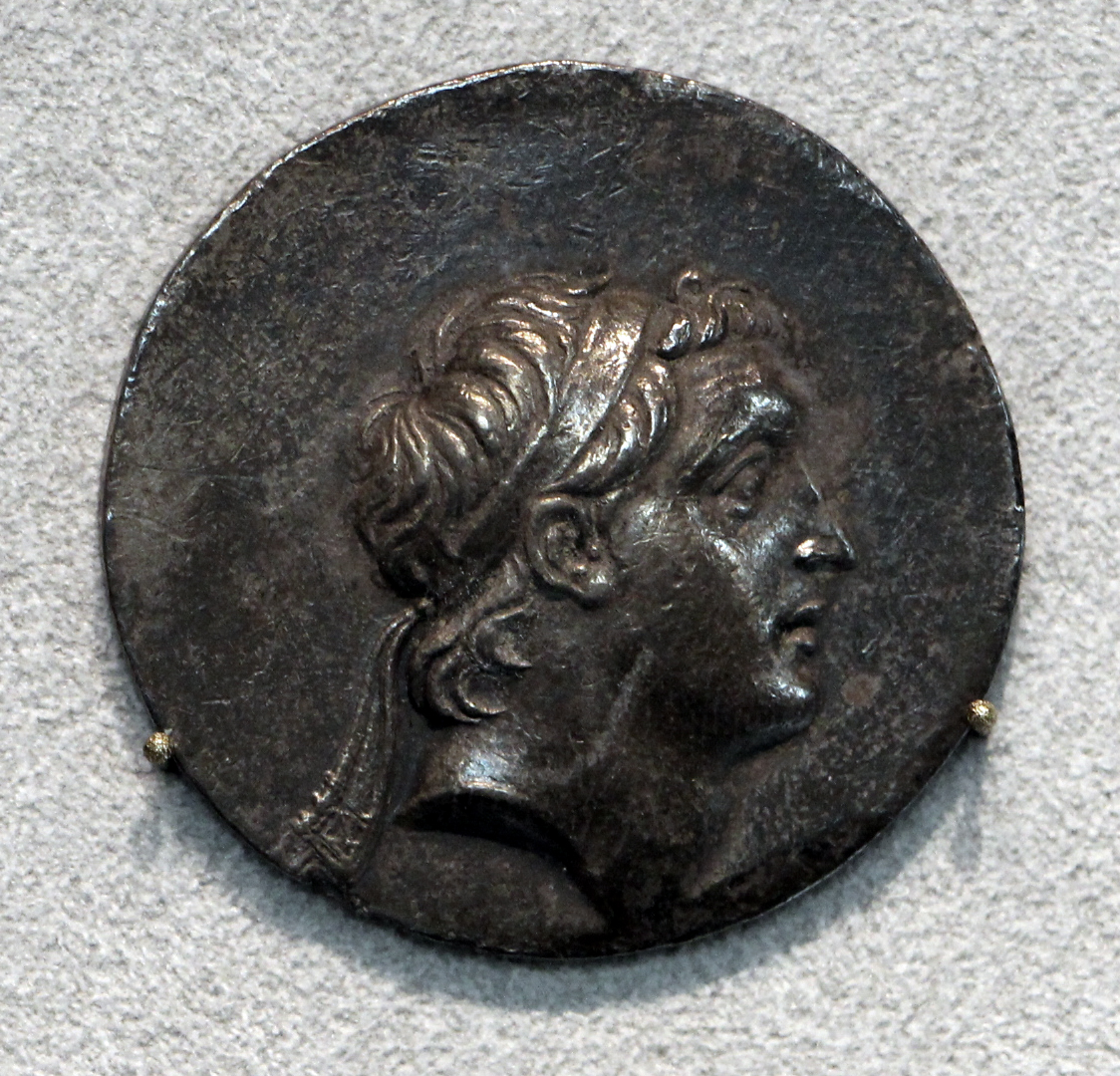
Монета Аріарата IV

- цар Великої Вірменії Арташес I, котрий відновив вірменську державу лише за кілька років до того, завдяки послабленню Селевкідів внаслідок поразки від римлян;
- династ Акусилох, правитель невідомої азійської області;
- вождь європейських сарматів Гатал;
- грецькі поліси Гераклея Понтійська (південне узбережжя Чорного моря), Месембрія (захдінопонтійське місто, наразі болгарський Несебир) та здавна союзне Пергаму місто Кізик (південне узбережжя Пропонтиди).
На боці Фарнака прямо виступив лише Мітрідат, правитель Малої Вірменії (невеличка область у верхів'ях Кизил-Ірмаку та Келькіту). Також певний час разом з понтійцем діяв ряд галатських вождів. Сирійський цар Селевк IV в якийсь момент зібрав велике військо, збираючись виступити на поміч Фарнаку, проте у підсумку не наважився зробити це, оскільки умовами мирного договору з Римом Селевкідам заборонялось переходити через Таврські гори.
Також певні суперечки у зв'язку із конфліктом виникли між родосцями та Пергамом, котрі нещодавно були союзниками у Критській, Другій Македонській та Римо-селевкідській війнах. Тепер же, коли пергамський флот став на якір біля Геллеспонту з метою заблокувати рух суден до Понту, Родос виступив категорично проти блокади проток та зірвав спробу Евмена завадити понтійській торгівлі (що одночасно завдавало б великих збитків і родосцям, котрі отримували основний зиск від торгівельних операцій).

## Хід бойових дій
До наших часів дійшли лише окремі звістки про події конфлікту. Із уривків твору Діодора відомо, що полководець Фарнака Леокрит примусив до здачі складений із найманців гарнізон міста Тій, котре лежало на узбережжі Чорного моря між належною понтійцям Амастридою на сході та Гераклеєю Понтійською на заході. Залозі пообіцяли вільний прохід, проте ці найманці в минулому завдали якусь образу Фарнаку. Як наслідок, Леокрит за наказом свого царя порушив клятву та перебив воїнів, котрі покинули Тій.
Також понтійцями вдалося захопити володіння пафлагонського правителя Морсія І. До підкореної області застосували старовинну практику азійських царів, за якою мешканців переселяли до інших регіонів держави-переможниці.

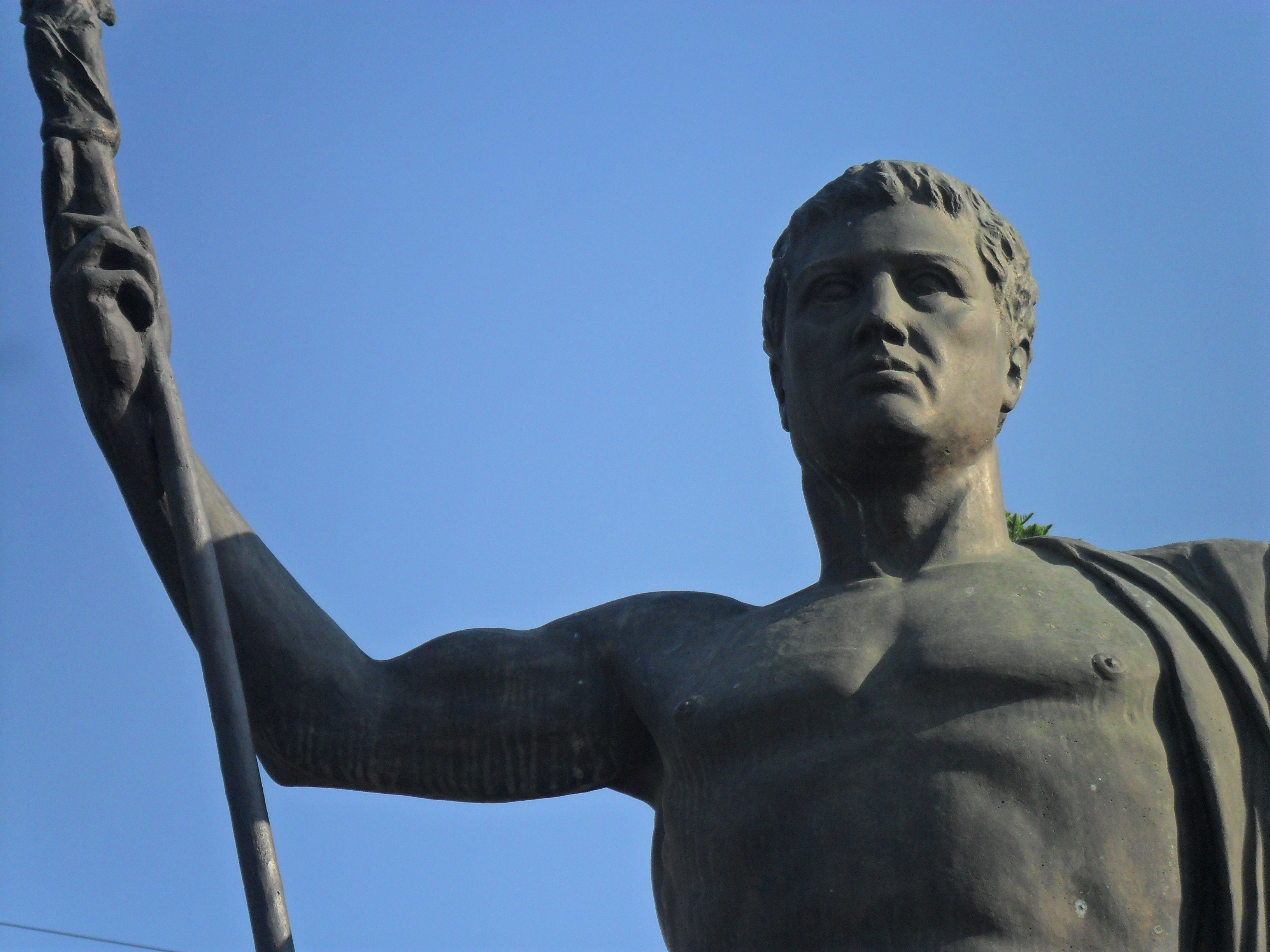
Аттал ІІ

У 180 р. до н. е. Фарнак вирішив вторгнутись до Каппадокії, виславши також значний загін (десять тисяч воїнів) під командуванням Леокрита для дій у Галатії. В своїй оповіді Полібій зазначає, що завданням понтійського полководця було спустошення цієї області, проте також пише, що галатські вожді Гейзаторикс та Карсигнат діяли на боці Фарнака. Евмен і його брат Аттал (майбутній цар Аттал II) виступили в похід та прибули до Галатії, коли Леокрит уже покинув її. Тут до них звернулись із пропозицією капітулювати настрахані Гейзаторикс та Карсигнат, після чого військо рушило далі на схід і з'єдналося з каппадокійським царем Аріаратом біля міста Парнас, що лежало в долині Галісу (Кизил-Ірмаку). Звідси об'єднана армія вторглася в землі мокісеїв (область між Галатією на заході, Понтом на півночі та Каппадокією на сході). У цей час сюди прибули римські посли, які бажали примирити ворогуючих царів. Вони умовили пергамців відступити до Галатії, розраховуючи, що так буде легше знайти порозуміння з Фарнаком. Останній, втім, насправді не бажав миритись та постійно то висував нові вимоги, то відмовлявся від попередніх обіцянок.
Наступного року бойові дії відновились, при цьому заскочений зненацька потужним нападом ворогів Фарнак був змушений прийняти продиктовані йому Евменом та Аріаратом умови.

Монета Прусія ІІ

## Мирний договір
У відповідності до виставлених переможцями умов, понтійський цар мав повернути захоплені території, а саме:
- каппадокійцію Аріарату всі відторгнуті в нього місцевості, разом із узятими тут заручниками та скарбами;
- пафлагонцю Морсію його володіння (разом із поверненням виселених звідси мешканців), а також скарби, зброю і метальні снаряди;
- причорноморське місто Тій, котре надалі було подароване Евменом віфінському царю Прусію.
Понтійцям заборонялось надалі втручатись у справи Галатії, а укладені ними з її мешканцями договори визнавались недійсними.  
Фарнак мав виплатити Морсію та Аріарату штраф у 900 талантів, а 300 талантів отримував Евмен на покриття своїх військових витрат. Ще 300 талантів Аріарат мав отримати від союзного понтійцям володаря Малої Вірменії Мітрідата.